# Amelia (Luizjana)
Amelia – jednostka osadnicza w Stanach Zjednoczonych, w stanie Luizjana, w parafii St. Mary.